# Batticuore (telenovela)
Batticuore (Máximo corazón) è una telenovela argentina del 2002. In Italia è stata trasmessa dal 7 gennaio al 13 settembre 2003. La sigla italiana è cantata da Dennis Fantina.

## Trama
Massimo Martinelli (Gabriel Corrado) è sposato con Lucilla (Emilia Mazer). Sogna di avere sei figli e invecchiare con lei. Celebrando il primo anniversario di matrimonio, Lucilla però viene aggredita da dei delinquenti e uccisa. Tra tanto dolore, Massimo decide che il cuore di sua moglie continui a battere in un'altra persona.
Autorizza la donazione e così il cuore di Lucilla viene trapiantato a Lorena (Valeria Bertuccelli) per la quale questo cuore è l'ultima possibilità di continuare a vivere.
Un mese dopo, Lorena inizia a sperimentare nuove sensazioni, e questo la porta alla necessità di conoscere com'era la persona che le ha donato il suo cuore, e questa voglia la conduce fino ad incontrare Massimo. Un incontro fortuito, un gioco del destino si direbbe, che inizia con non poche difficoltà.
Si conoscono per caso. I primi incontri sono duri. Da un lato entrambi sentono una forte attrazione, come se si conoscessero da tempo, dall'altra nessuno dei due vuole legarsi all'altro.
Lorena infatti è sposata con Arturo Lopez Paz (Jorge Marrale), un pubblicista, e vuole essere fedele; Massimo, dopo la perdita della moglie, vuole vivere la sua vita senza più innamorarsi. Ma il destino alle volte gioca brutti scherzi e l'inizio di una storia dai mille risvolti sentimentali, diventa inevitabile.